# Serpent (astrologie chinoise)
 (signalé en juillet 2025).
Si vous disposez d'ouvrages ou d'articles de référence ou si vous connaissez des sites web de qualité traitant du thème abordé ici, merci de compléter l'article en donnant les références utiles à sa vérifiabilité et en les liant à la section « Notes et références ».
- Archive Wikiwix
- Bing
- Cairn
- DuckDuckGo
- E. Universalis
- Gallica
- Google
- G. Books
- G. News
- G. Scholar
- Persée
- Qwant
- (zh) Baidu
- (ru) Yandex
- (wd) trouver des œuvres sur Wikidata

Le Serpent est le sixième animal dans l'ordre d'arrivée qui apparaît dans le zodiaque chinois, lié au calendrier chinois. 

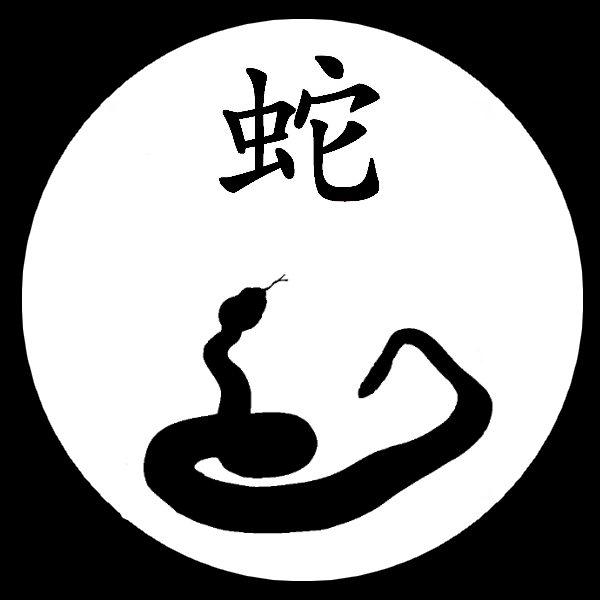
Signe astrologique chinois du Serpent.

## Comportement
Les serpents présentent un comportement intuitif, discret, sont dissimulateurs, sont connectés à l'esprit des autres par le monde intuitif et aiment être magnétiques.[réf. nécessaire]